# Hupikék törpikék – A Törpösvölgy legendája
A Hupikék törpikék – A Törpösvölgy legendája (eredeti cím: The Smurfs: The Legend of Smurfy Hollow) 2013-as amerikai 3D-s CGI animációval és hagyományos 2D-s rajzolt technikával kombinált rövidfilm. Amerikában 2013. június 11-én mutatták be az Annecy International Animated Film Festival-on, 2013. szeptember 10-én adták ki DVD-n, Magyarországon 2013. november 28-án jelent meg DVD-n.

## Szereplők
| Szereplő       | Színész                                                | Magyar hang                             |
| -------------- | ------------------------------------------------------ | --------------------------------------- |
| Okoska         | Fred Armisen                                           | Bereczki Zoltán                         |
| Törpilla       | Melissa Sturm                                          | Szinetár Dóra                           |
| Törpapa        | Jack Angel                                             | Csurka László                           |
| Vitéz          | Alan Cumming                                           | Anger Zsolt                             |
| Ügyifogyi      | Anton Yelchin                                          | Molnár Levente                          |
| Hókuszpók      | Hank Azaria                                            | Csankó Zoltán                           |
| Narrátörp      | Tom Kane                                               | Vass Gábor                              |
| Törpojáca      | John Oliver                                            | Láng Balázs                             |
| Törperős       | Gary Basaraba                                          | Sótonyi Gábor                           |
| Törparás       | Adam Wylie                                             | Karácsonyi Zoltán                       |
| Sziamiaú       | Frank Welker                                           | Seder Gábor                             |
| Habzsi         | –                                                      | Törköly Levente                         |
| Lusti          | –                                                      | Kapácsy Miklós                          |
| Riportörp      | –                                                      | Tokaji Csaba                            |
| Gyanakvó törp  | –                                                      | Pusztaszeri Kornél                      |
| Nemérti törp   | –                                                      | Szokol Péter                            |
| További törpök | William Calvert Jeff Fischer Craig Kellman Hans Tester | Háda János Kerekes József Kossuth Gábor |